# Списак награда и номинација Џеремија Ренера
Ово је списак награда и номинација Џеремија Ренера, америчког глумца. Формално је добио признања за улоге у филмовима Риба у бурету (2001), Дамер (2002), S.W.A.T. (2003), Нео Нед (2005), Узми (2007), Катанац за бол (2008), Град лопова (2010), Осветници (2012), Америчка превара (2013), Имигрант (2013) и Убиј гласника (2014). Иако је Риба у бурету из 2001. био Ренеров први формално запажен рад у филмској каријери, његова главна улога у филму Дамер из 2002. донела му је прву велику ’индустријску’ номинацију за најбољег глумца — 2003. на додели Спирита. После овог, од следећих запаженијих успеха могу се издвојити две номинације за Оскара — за најбољег главног и споредног глумца, за улоге у филмовима Катанац за бол из 2008. и Град лопова из 2010. године [редом]. Ренер је 2014. добио своје прве награде Избора филмских критичара и Еснафа филмских глумаца, као део најбоље поставе у филму Америчка превара из 2013. године.

## Индустријске награде и номинације

### Оскар
| Год.  | Номиновани рад          | Категорија                       | Резултат   |
| ----- | ----------------------- | -------------------------------- | ---------- |
| 2010. | Катанац за бол (енгл. ) | Најбољи глумац у главној улози   | Номинација |
| 2011. | Град лопова (енгл. )    | Најбољи глумац у споредној улози | Номинација |

### BAFTA
| Год.  | Номиновани рад          | Категорија                     | Резултат   |
| ----- | ----------------------- | ------------------------------ | ---------- |
| 2010. | Катанац за бол (енгл. ) | Најбољи глумац у главној улози | Номинација |

### Избор филмских критичара
| Год.  | Номиновани рад            | Категорија                       | Резултат   |
| ----- | ------------------------- | -------------------------------- | ---------- |
| 2010. | Катанац за бол (енгл. )   | Најбољи глумац у главној улози   | Номинација |
| 2011. | Град лопова (енгл. )      | Најбољи глумац у споредној улози | Номинација |
| 2011. | Град лопова (енгл. )      | Најбоља глумачка постава         | Номинација |
| 2014. | Америчка превара (енгл. ) | Најбоља глумачка постава         | Освојено   |

### Златни глобус
| Год.  | Номиновани рад       | Категорија                       | Резултат   |
| ----- | -------------------- | -------------------------------- | ---------- |
| 2011. | Град лопова (енгл. ) | Најбољи глумац у споредној улози | Номинација |

### Спирит
| Год.  | Номиновани рад          | Категорија                     | Резултат   |
| ----- | ----------------------- | ------------------------------ | ---------- |
| 2003. | Дамер (енгл. )          | Најбољи глумац у главној улози | Номинација |
| 2009. | Катанац за бол (енгл. ) | Најбољи глумац у главној улози | Номинација |

### Еснаф филмских глумаца
| Год.  | Номиновани рад            | Категорија                       | Резултат   |
| ----- | ------------------------- | -------------------------------- | ---------- |
| 2010. | Катанац за бол (енгл. )   | Најбољи глумац у главној улози   | Номинација |
| 2010. | Катанац за бол (енгл. )   | Најбоља глумачка постава         | Номинација |
| 2011. | Град лопова (енгл. )      | Најбољи глумац у споредној улози | Номинација |
| 2014. | Америчка превара (енгл. ) | Најбоља глумачка постава         | Освојено   |

## Критичарске награде и номинације

### Женски филмски новинари
| Год.  | Номиновани рад            | Категорија                     | Резултат   |
| ----- | ------------------------- | ------------------------------ | ---------- |
| 2009. | Катанац за бол (енгл. )   | Најбољи глумац у главној улози | Номинација |
| 2009. | Катанац за бол (енгл. )   | Најбоља глумачка постава       | Освојено   |
| 2013. | Америчка превара (енгл. ) | Најбоља глумачка постава       | Освојено   |

### Бостонски филмски критичари
| Год.  | Номиновани рад          | Категорија                     | Резултат |
| ----- | ----------------------- | ------------------------------ | -------- |
| 2009. | Катанац за бол (енгл. ) | Најбољи глумац у главној улози | Освојено |

### Чикашки филмски критичари
| Год.  | Номиновани рад          | Категорија                     | Резултат |
| ----- | ----------------------- | ------------------------------ | -------- |
| 2009. | Катанац за бол (енгл. ) | Најбољи глумац у главној улози | Освојено |

### Даласко-фортвортски филмски критичари
| Год.  | Номиновани рад          | Категорија                       | Резултат |
| ----- | ----------------------- | -------------------------------- | -------- |
| 2009. | Катанац за бол (енгл. ) | Најбољи глумац у главној улози   | 3. место |
| 2010. | Град лопова (енгл. )    | Најбољи глумац у споредној улози | 3. место |

### Денверски филмски критичари
| Год.  | Номиновани рад          | Категорија                       | Резултат   |
| ----- | ----------------------- | -------------------------------- | ---------- |
| 2009. | Катанац за бол (енгл. ) | Најбоља глумачка постава         | Номинација |
| 2010. | Град лопова (енгл. )    | Најбољи глумац у споредној улози | Номинација |

### Детроитски филмски критичари
| Год.  | Номиновани рад            | Категорија               | Резултат   |
| ----- | ------------------------- | ------------------------ | ---------- |
| 2012. | Осветници (енгл. )        | Најбоља глумачка постава | Номинација |
| 2013. | Америчка превара (енгл. ) | Најбоља глумачка постава | Освојено   |

### Доријан
| Год.  | Номиновани рад          | Категорија            | Резултат   |
| ----- | ----------------------- | --------------------- | ---------- |
| 2010. | Катанац за бол (енгл. ) | Најбољи нови глумац   | Номинација |
| 2010. | Катанац за бол (енгл. ) | Најбољи глумац године | Номинација |

### Готам
| Год.  | Номиновани рад          | Категорија               | Резултат   |
| ----- | ----------------------- | ------------------------ | ---------- |
| 2009. | Катанац за бол (енгл. ) | Најбољи нови глумац      | Номинација |
| 2009. | Катанац за бол (енгл. ) | Најбоља глумачка постава | Освојено   |

### Хјустонски филмски критичари
| Год.  | Номиновани рад          | Категорија                       | Резултат   |
| ----- | ----------------------- | -------------------------------- | ---------- |
| 2009. | Катанац за бол (енгл. ) | Најбољи глумац у главној улози   | Номинација |
| 2010. | Град лопова (енгл. )    | Најбољи глумац у споредној улози | Номинација |

### Индијанански филмски новинари
| Год.  | Номиновани рад            | Категорија                       | Резултат |
| ----- | ------------------------- | -------------------------------- | -------- |
| 2013. | Америчка превара (енгл. ) | Најбољи глумац у споредној улози | 2. место |

### Ласвегаски филмски критичари
| Год.  | Номиновани рад          | Категорија                     | Резултат |
| ----- | ----------------------- | ------------------------------ | -------- |
| 2009. | Катанац за бол (енгл. ) | Најбољи глумац у главној улози | Освојено |

### Национални одбор за рецензију
| Год.  | Номиновани рад          | Категорија               | Резултат |
| ----- | ----------------------- | ------------------------ | -------- |
| 2009. | Катанац за бол (енгл. ) | Најбољи нови глумац      | Освојено |
| 2010. | Град лопова (енгл. )    | Најбоља глумачка постава | Освојено |

### Национално друштво критичара
| Год.  | Номиновани рад          | Категорија                       | Резултат |
| ----- | ----------------------- | -------------------------------- | -------- |
| 2010. | Катанац за бол (енгл. ) | Најбољи глумац у главној улози   | Освојено |
| 2011. | Град лопова (енгл. )    | Најбољи глумац у споредној улози | 3. место |

### Њујоршки филмски критичари
| Год.  | Номиновани рад          | Категорија                     | Резултат |
| ----- | ----------------------- | ------------------------------ | -------- |
| 2009. | Катанац за бол (енгл. ) | Најбољи глумац у главној улози | 3. место |

### Онлајн њујоршки критичари
| Год.  | Номиновани рад            | Категорија               | Резултат |
| ----- | ------------------------- | ------------------------ | -------- |
| 2013. | Америчка превара (енгл. ) | Најбоља глумачка постава | Освојено |

### Севернотексаски филмски критичари
| Год.  | Номиновани рад       | Категорија                       | Резултат |
| ----- | -------------------- | -------------------------------- | -------- |
| 2010. | Град лопова (енгл. ) | Најбољи глумац у споредној улози | 3. место |

### Онлајн филмски критичари
| Год.  | Номиновани рад          | Категорија                     | Резултат |
| ----- | ----------------------- | ------------------------------ | -------- |
| 2010. | Катанац за бол (енгл. ) | Најбољи глумац у главној улози | Освојено |

### Феникски филмски критичари
| Год.  | Номиновани рад            | Категорија               | Резултат |
| ----- | ------------------------- | ------------------------ | -------- |
| 2013. | Америчка превара (енгл. ) | Најбоља глумачка постава | Освојено |

### Сандијешки филмски критичари
| Год.  | Номиновани рад            | Категорија                       | Резултат   |
| ----- | ------------------------- | -------------------------------- | ---------- |
| 2009. | Катанац за бол (енгл. )   | Најбољи глумац у главној улози   | Номинација |
| 2010. | Град лопова (енгл. )      | Најбољи глумац у споредној улози | Номинација |
| 2013. | Америчка превара (енгл. ) | Најбоља глумачка постава         | Освојено   |

### Сателит
| Год.  | Номиновани рад          | Категорија                       | Резултат   |
| ----- | ----------------------- | -------------------------------- | ---------- |
| 2009. | Катанац за бол (енгл. ) | Најбољи глумац у главној улози   | Освојено   |
| 2010. | Град лопова (енгл. )    | Најбољи глумац у споредној улози | Номинација |

### Југоисточни филмски критичари
| Год.  | Номиновани рад            | Категорија                     | Резултат |
| ----- | ------------------------- | ------------------------------ | -------- |
| 2009. | Катанац за бол (енгл. )   | Најбољи глумац у главној улози | 2. место |
| 2013. | Америчка превара (енгл. ) | Најбоља глумачка постава       | Освојено |

### Сентлуиски филмски критичари
| Год.  | Номиновани рад          | Категорија                     | Резултат   |
| ----- | ----------------------- | ------------------------------ | ---------- |
| 2009. | Катанац за бол (енгл. ) | Најбољи глумац у главној улози | Номинација |

### Јутански филмски критичари
| Год.  | Номиновани рад          | Категорија                     | Резултат |
| ----- | ----------------------- | ------------------------------ | -------- |
| 2009. | Катанац за бол (енгл. ) | Најбољи глумац у главној улози | 2. место |

### Ванкуверски филмски критичари
| Год.  | Номиновани рад          | Категорија                     | Резултат   |
| ----- | ----------------------- | ------------------------------ | ---------- |
| 2010. | Катанац за бол (енгл. ) | Најбољи глумац у главној улози | Номинација |

### Филмска анкетаВилиџ војса
| Год.  | Номиновани рад          | Категорија                     | Резултат |
| ----- | ----------------------- | ------------------------------ | -------- |
| 2008. | Катанац за бол (енгл. ) | Најбољи глумац у главној улози | Освојено |

### Вашингтонски филмски критичари
| Год.  | Номиновани рад            | Категорија                      | Резултат   |
| ----- | ------------------------- | ------------------------------- | ---------- |
| 2009. | Катанац за бол (енгл. )   | Најбољи глумац у главној улози  | Номинација |
| 2009. | Катанац за бол (енгл. )   | Најбољи нови глумац             | Номинација |
| 2009. | Катанац за бол (енгл. )   | Најбоља глумачка постава        | Освојено   |
| 2010. | Град лопова (енгл. )      | Најбоља глумачка постава        | Освојено   |
| 2013. | Америчка превара (енгл. ) | Најбоља глумачка постава        | Номинација |
| 2014. | Убиј гласника (енгл. )    | Најбоље представљање Вашингтона | Номинација |

### Женски филмски критичари
| Год.  | Номиновани рад         | Категорија                     | Резултат   |
| ----- | ---------------------- | ------------------------------ | ---------- |
| 2014. | Убиј гласника (енгл. ) | Најбољи глумац у главној улози | Номинација |
| 2014. | Убиј гласника (енгл. ) | Најбоље слике мушкарца         | Номинација |

## Фестивалске награде и номинације

### Холивуд
| Год.  | Номиновани рад          | Категорија          | Резултат |
| ----- | ----------------------- | ------------------- | -------- |
| 2009. | Катанац за бол (енгл. ) | Најбољи нови глумац | Освојено |

### Карлове Вари
| Год.  | Номиновани рад      | Категорија            | Резултат |
| ----- | ------------------- | --------------------- | -------- |
| 2017. | Река ветра (енгл. ) | Председникова награда | Освојено |

### Њупорт Бич
| Год.  | Номиновани рад    | Категорија                               | Резултат |
| ----- | ----------------- | ---------------------------------------- | -------- |
| 2014. | Имигрант (енгл. ) | Најбоља глумачка постава и филмска екипа | Освојено |

### Њујорк
| Год.  | Номиновани рад         | Категорија                       | Резултат |
| ----- | ---------------------- | -------------------------------- | -------- |
| 2001. | Риба у бурету (енгл. ) | Најбољи глумац у споредној улози | Освојено |

### Палм Бич
| Год.  | Номиновани рад   | Категорија                     | Резултат |
| ----- | ---------------- | ------------------------------ | -------- |
| 2006. | Нео Нед (енгл. ) | Најбољи глумац у главној улози | Освојено |

### Палм Спрингс
| Год.  | Номиновани рад            | Категорија               | Резултат |
| ----- | ------------------------- | ------------------------ | -------- |
| 2010. | Катанац за бол (енгл. )   | Најбољи нови глумац      | Освојено |
| 2014. | Америчка превара (енгл. ) | Најбоља глумачка постава | Освојено |

### Феникс
| Год.  | Номиновани рад | Категорија               | Резултат |
| ----- | -------------- | ------------------------ | -------- |
| 2008. | Узми (енгл. )  | Најбоља глумачка постава | Освојено |

## Међународне награде

### Хуадинг
| Год.  | Номиновани рад            | Категорија                       | Резултат |
| ----- | ------------------------- | -------------------------------- | -------- |
| 2014. | Америчка превара (енгл. ) | Најбољи глумац у споредној улози | Освојено |

### Јупитер
| Год.  | Номиновани рад       | Категорија                 | Резултат |
| ----- | -------------------- | -------------------------- | -------- |
| 2014. | Град лопова (енгл. ) | Најбољи међународни глумац | Освојено |

### Таормина
| Год.  | Номиновани рад  | Категорија                   | Резултат |
| ----- | --------------- | ---------------------------- | -------- |
| 2016. | колективни опус | Обећавајућа награда Таормина | Освојено |

## Остале награде и номинације

### MTV
| Год.  | Номиновани рад     | Категорија   | Резултат |
| ----- | ------------------ | ------------ | -------- |
| 2013. | Осветници (енгл. ) | Најбоља туча | Освојено |

### Избор деце
| Год.  | Номиновани рад                          | Категорија | Резултат   |
| ----- | --------------------------------------- | ---------- | ---------- |
| 2017. | Капетан Америка: Грађански рат (енгл. ) | #СКВАД     | Номинација |

### Избор публике
| Год.  | Номиновани рад     | Категорија               | Резултат   |
| ----- | ------------------ | ------------------------ | ---------- |
| 2013. | Осветници (енгл. ) | Омиљена хемија на екрану | Номинација |

### Избор тинејџера
| Год.  | Номиновани рад                          | Категорија                               | Резултат   |
| ----- | --------------------------------------- | ---------------------------------------- | ---------- |
| 2010. | Катанац за бол (енгл. )                 | Избор филмског глумца: Драма             | Номинација |
| 2016. | Капетан Америка: Грађански рат (енгл. ) | Избор филмске хемије                     | Номинација |
| 2017. | Долазак (енгл. )                        | Избор филмског глумца: Научна фантастика | Номинација |